# Parabezzia horvathi
Parabezzia horvathi är en tvåvingeart som beskrevs av Eileen D. Grogan och Wirth 1977. Parabezzia horvathi ingår i släktet Parabezzia och familjen svidknott.
Artens utbredningsområde är Florida. Inga underarter finns listade i Catalogue of Life.